# Juan Bautista de Lavalle
Juan Bautista de Lavalle y Zugasti, conde de San Antonio de Vista Alegre (Lima, 1782-ib., 1851) fue un militar y político peruano, encargado interinamente del Poder Ejecutivo en dos ocasiones: durante la dictadura del general Felipe Salaverry (octubre a diciembre de 1835), y bajo el gobierno de facto del general Juan Crisóstomo Torrico (agosto a octubre de 1842).

## Biografía
Nació en el seno de la aristocracia colonial como quinto hijo de José Antonio de Lavalle y Cortés, 1.º conde de Premio Real, y de Mariana Zugasti y Ortiz de Foronda. En 1789 se incorporó como cadete al batallón de infantería de las milicias españolas de Lima, ascendió sucesivamente a subteniente (1793), teniente (1796), capitán (1800), coronel (1815) y brigadier (1823).
En 1802 fue designado caballero de la Orden de Alcántara. En 1816, su tía Josefa de Zugasti, condesa viuda de San Antonio de Vista Alegre, con autorización real le cedió el título que había ostentado su esposo; sin embargo, la carta de sucesión firmada por el rey nunca llegó al Perú.[cita requerida] Fue también honrado con el título de comendador de la Orden de Isabel la Católica.
Empezó su función pública en el cabildo de Lima. Fue el primer alcalde ordinario elegido por el pueblo (1814) de acuerdo a que dicha facultad fue otorgada por la Constitución de Cádiz en 1812 y regidor perpetuo (1816). Pasó luego a ser gobernador de la Intendencia de Arequipa (1816-1824). En la ciudad de Arequipa instaló la Academia Lauretana de Ciencias y Artes, de la que fue su primer presidente (1821). Fue la última autoridad virreinal en dicha gobernación, pues a consecuencia de la capitulación de Ayacucho del 9 de diciembre de 1824 debió cesar en sus funciones y transmitir el mando al general Francisco de Paula Otero, que fue el primer prefecto del departamento de Arequipa. Un último nombramiento real como presidente del Cuzco le llegó tardíamente, cuando ya la independencia del Perú se había consumado.
Desde entonces, optó por mantenerse apartado de la vida pública y de las luchas políticas. Pero su experiencia como hombre de Estado hizo que se requirieran sus servicios ante las situaciones críticas que vivió el país. Fue así como, bajo la dictadura del general Felipe Salaverry, fue nombrado prefecto de Lima (1835) y luego miembro del Consejo de Gobierno. Debido a que el general Agustín Gamarra se excusó de asumir la presidencia de este organismo, Lavalle fue el designado. En tal calidad, se encargó del Poder Ejecutivo a partir de 10 de octubre de 1835, cuando Salaverry debió salir de Lima para enfrentar la invasión boliviana.
Dicho Consejo de Gobierno, presidido por Lavalle e integrado por personalidades civiles como Manuel Bartolomé Ferreyros, José M. Lizarzaburu y Joaquín de Arrece, resultó ser un organismo inocuo, falto de entereza y dinamismo. Al haberse llevado Salaverry de Lima hasta a los hombres encargados de la policía, la capital y sus alrededores fue asolada por los bandidos y montoneros. El Consejo de Gobierno, arguyendo que Salaverry hacía uso de su autoridad en el sur, que el norte había sido ocupado por fuerzas enemigas que avanzaban a Lima, y que por ende no tenía ya espacio donde ejercer su autoridad, suspendió el ejercicio de sus funciones (27 de diciembre de 1835). Un bandido, el célebre negro León Escobar, aprovechó la situación y cometió fechorías en la capital, aunque es falsa aquella versión que asegura que se sentó en el sillón presidencial, tal como se cuenta en una de las tradiciones de Ricardo Palma. El general orbegosista Juan Francisco de Vidal La Hoz ingresó a la capital e impuso el orden, ordenando el fusilamiento de Escobar. Luego asumió provisionalmente el poder en nombre de Luis José de Orbegoso (30 de diciembre de 1835).
El 20 de agosto de 1842, Lavalle volvió a encargarse del Poder Ejecutivo cuando el general Juan Crisóstomo Torrico (autoproclamado Jefe Supremo y que era sobrino suyo) marchó hacia el sur para enfrentarse a las fuerzas del general Francisco de Vidal. Este finalmente triunfó y asumió el poder en Lima, desplazando a Lavalle, el 20 de octubre de 1842.

## Matrimonio y descendencia
Se casó con  María Narcisa Arias de Saavedra y Bravo de Castilla, hija menor de Francisco Arias de Saavedra, 1.º conde de Casa Saavedra y Petronila Bravo de Castilla y Bravo de Lagunas. Tendrían dos hijos: el diplomático José Antonio de Lavalle y Arias de Saavedra, casado con Mariana Pardo, hermana del presidente Manuel Pardo y Lavalle, y María de Lavalle y Arias de Saavedra. Tuvo dos hijos en Juana Tamarria Saens: Juana Genoveva de Lavalle Tamarria y Juan de Lavalle Tamarria. El célebre director y actor teatral Alberto Ísola es su descendiente.